# Sagonne
Sagonne település Franciaországban, Cher megyében. Lakosainak száma 188 fő (2022. január 1.). Sagonne Blet, Charly, Givardon, Sancoins és Vereaux községekkel határos.

## Népesség
A település népessége az elmúlt években az alábbi módon változott:
| Lakosok száma | 213  | 199  | 201  | 228  | 189  | 182  | 190  | 191  | 189  | 188  |
|               | 1968 | 1982 | 1990 | 2006 | 2013 | 2015 | 2017 | 2019 | 2020 | 2022 |